# Liste der denkmalgeschützten Objekte in Dietach
Die Liste der denkmalgeschützten Objekte in Dietach enthält die 6 denkmalgeschützten, unbeweglichen Objekte der Gemeinde Dietach im oberösterreichischen Bezirk Steyr-Land.

## Denkmäler
| Foto |                 | Denkmal                                                                | Standort                                                    | Beschreibung | Metadaten |
| ---- | --------------- | ---------------------------------------------------------------------- | ----------------------------------------------------------- | --- | --- |
| ja   | Datei hochladen | Wohnhaus, ehem. Lamberg’sches Spital HERIS-ID: 18741 Objekt-ID: 15035  | Ennser Straße 105 Standort KG: Mitterdietach                | | BDA-Hist.: Q37845782 Status: Bescheid Stand der BDA-Liste: 2025-06-30 Name: Wohnhaus, ehem. Lamberg'sches Spital GstNr.: .53                                       |
| ja   | Datei hochladen | Ehem. Spitalskapelle, Hofmayr-Kapelle HERIS-ID: 18742 Objekt-ID: 15036 | bei Ennser Straße 105 Standort KG: Mitterdietach            | | BDA-Hist.: Q37845794 Status: Bescheid Stand der BDA-Liste: 2025-06-30 Name: Ehem. Spitalskapelle, Hofmayr-Kapelle GstNr.: 990                                      |
| ja   | Datei hochladen | Kath. Pfarrkirche hll. Peter und Paul HERIS-ID: 18739 Objekt-ID: 15033 | Kirchenweg Standort KG: Mitterdietach                       | Die Peter-und-Paul Kirche ist urkundlich erstmals 1299 erwähnt. Der gotische Sakralbau wurde 1687 restauriert. Der Turm wurde im südlichen Chorwinkel errichtet und besitzt einen ins Achteck überführten Aufsatz samt Spitzhelm. Die gotische Kirche wurde 1982 durch einen modernen Neubau nach Plänen von Anton Zemann ersetzt, wobei der alte Kirchturm erhalten blieb.                                                                                           | BDA-Hist.: Q23541769 Status: § 2a Stand der BDA-Liste: 2025-06-30 Name: Kath. Pfarrkirche hll. Peter und Paul GstNr.: .64 Pfarrkirche Dietach                      |
| ja   | Datei hochladen | Römische Fundzone Dietach HERIS-ID: 112191 Objekt-ID: 130263           | Flur Dietach und Unterberglafeld Standort KG: Mitterdietach | Anmerkung: Koordinaten beziehen sich auf einen Punkt, an dem drei der angegebenen Grundstücke zusammentreffen. | BDA-Hist.: Q37829341 Status: Bescheid Stand der BDA-Liste: 2025-06-30 Name: Römische Fundzone Dietach GstNr.: 1580/3, 1691, 1693/2, 1693/3, 1693/4, 1693/7, 1693/8 |
| ja   | Datei hochladen | Kath. Filialkirche hl. Margarete HERIS-ID: 18740 Objekt-ID: 15034      | Stadlkirchen Standort KG: Unterdietach                      | Die zweischiffige Hallenkirche der hl. Margareta war ursprünglich eine Schlosskapelle und wurde 1263 erstmals erwähnt. Das dreijochige Langhaus stammt aus dem vierten Viertel des 16. Jahrhunderts. Die Grate des Kreuzgewölbes sind durch renaissancezeitliche Stuckbänder hervorgehoben. Der Kirchturm vom Ende des 16. Jahrhunderts hat ein gekoppeltes Rundbogenfenster. Die Einrichtung ist neugotisch mit einer barocken Kreuzigungsgruppe über dem Fronbogen. | BDA-Hist.: Q21689402 Status: § 2a Stand der BDA-Liste: 2025-06-30 Name: Kath. Filialkirche hl. Margarete GstNr.: .48 Filialkirche Stadlkirchen                     |
| ja   | Datei hochladen | Befestigungsanlage Staning HERIS-ID: 46759 Objekt-ID: 48929            | Flur Staning Standort KG: Unterdietach                      | | BDA-Hist.: Q38023494 Status: Bescheid Stand der BDA-Liste: 2025-06-30 Name: Befestigungsanlage Staning GstNr.: 314                                                 |